# Tmesisternus finisterrae
Tmesisternus finisterrae là một loài bọ cánh cứng trong họ Cerambycidae.